# 香花镇 (淅川县)
香花镇位于河南省淅川县县城东南部，地处丹江口水库东岸，有“中国第一辣椒城” 之称。全镇总面积362.39平方公里，其中丹江水域面积195.76平方公里，不过随着南水北调中线工程的开展，这一数据将有变动。1960年代末，香花镇是一片岗地上的一个水库移民小村。1970年代形成了一条不足600米的街道。改革开放以后，随着小辣椒的种植，一个以辣椒贸易为主的小镇逐渐成型。

## 历史

### 镇名由来
明朝景泰年间，王应美从陕西三原县翠恒村迁至厚坡蛤蟆洼，再迁于此岗，称王美岗。后因村旁栽种香花刺玫生长茂密，清末更名为香花岗。1960年，李官桥公社在此地定址建房，命名为香花。

### 历史沿革
- 楚国第一个都成丹阳龙城 [2]位于香花镇境内，龙城已被丹江口水库淹没。
- 1942年辖境分属内乡县共济镇、程塘乡、邓县厚坡乡和淅川县李官桥镇。
- 1949年分属邓县九区（治厚坡）和淅川县七区（治李官桥）。1951年分属邓县十区（治厚坡）、浙川县十区（治埠口）和十一区（治李官桥）。
- 1956年3月废区，设埠口、十二里河、黑龙庙、三官殿4个中心乡，另有一部分属厚坡中心乡。翌年1月撤中心乡，复设区。
- 1958年8月废区，分属邓县厚坡、淅川埠口、三官殿和李官桥4个人民公社。
- 1968年5月撤三官殿区，改为香花直属公社。1969年4月撤区并社，凤凰公社并入香花人民公社。
- 1982年由香花人民公社改为香花乡。
- 1994年年撤乡改镇。

## 经济
辣椒曾是该镇的支柱产业，当地政府于1992年5月动工兴建了香花辣椒城，并培育了辣椒品种“香花小辣椒”，后来由于辣椒特产税对农民的盘剥，严重降低了农民种椒积极性，再加上辣椒价格和土地因素使产量下跌，致使辣椒产业逐渐没落。近几年，在政府的支持下，辣椒产量又不断增加。现在主要农产品为花生、小麦、芝麻、玉米、棉花、烟叶、红薯、辣椒等。

## 特色食品
淅川酸菜：制作方法--将新鲜的剌菜、小油菜、山野菜、萝卜缨、或者芝麻叶放在开水锅里煮至3—5成熟，捞出来放在大缸里捂酸，腌制好的酸菜，色泽黄亮，可以煮面条吃，酸汤粘稠，爽口宜人，也可以炒着吃或者凉拌。经过水质和地质专家研究，丹江水含有多种有益矿物质，从而使在这里腌制的酸菜美味可口。

## 名胜古迹
主要遗迹遗址有杨河村战国、西汉古冢，槐道沟战国、西汉古墓群，南岗古冢，郭庄春秋、战国九女冢，赵岗春秋、战国太子山古冢，及春秋龙城、战国罗城等遗址。
| 丹江口水库旅游图                                                                                           |
| --- |
| ▲丹江口大坝 ▲武当山 ▲ 丹江大观苑 ▲坐禅谷 香严寺▲ 太极峡▲ 八仙洞 ▲丹江小三峡 ▲ 丹阳湖 渠首 ▲ 杏山地质公园 ▼ |

## 参看
- 香花辣椒城
- 香花小辣椒
- 李官桥镇
- 顺阳川
- 龙城